# ビルマの竪琴
『ビルマの竪琴』（ビルマのたてごと）は、竹山道雄が唯一執筆した児童向けの小説。第二次世界大戦でのビルマを舞台とし、日本兵をモデルとしている。多くの版元で刊行され、映画化もされた。

## 概要
1946年の夏から書き始められ、童話雑誌『赤とんぼ』（実業之日本社）に1947年3月から1948年2月まで掲載、1948年10月に中央公論社から同題の単行本として出版された。ビルマを舞台としており、各国語にも翻訳されている。市川崑の監督によって、1956年と1985年に2回映画化された。
著者の竹山道雄はビルマを訪れたことがなく、「この物語は空想の産物でありモデルもないが示唆になった話はある」と記していたが、20数年後に武者一雄が著作した本が出版され宣伝された後に、主人公の水島上等兵のモデルは、ビルマで終戦を迎え、復員後僧侶になった群馬県利根郡昭和村の雲昌寺前住職 中村（武者）一雄と言われるようになった。
本作について、軍人として敗戦をビルマで迎えた執筆家の浜田芳久は、小説にも映画化作品にも日本軍の戦場にされて戦渦に巻き込まれたビルマの人々に対する思いやりが欠けており、またビルマおよびビルマ人を正しく描いてないところもいくつかあって、ビルマ人にも見せたい作品にはなっていないと指摘している。
なお、出家し僧になった水島上等兵が竪琴を奏でる場面があるが、現地の上座部仏教では、出家者（僧侶）は、戒律により音楽演奏は禁じられている。そのため、後年大阪人情喜劇の会が制作した舞台演劇『ミャンマーの唄声』（出演：岸田敏志、曾我廼家八十吉、紅萬子、稲田慎太郎、副島新五他）では、「水島はあんなに好きだった音楽を捨ててまで僧になった」という設定となった。

## あらすじ
1945年7月、ビルマ（現在のミャンマー）における日本軍の戦況は悪化の一途をたどっていた。物資や弾薬、食料は不足し、連合軍の猛攻になす術が無かった。
そんな折、日本軍のある小隊では、音楽学校出身の隊長が隊員に合唱を教え込んでいた。隊員たちは歌うことによって隊の規律を維持し、辛い行軍の中も慰労し合い、さらなる団結力を高めていた。彼ら隊員の中でも水島上等兵は特に楽才に優れ、ビルマ伝統の竪琴「サウン・ガウ」の演奏はお手の物で、部隊内でたびたび演奏を行い、隊員の人気の的だった。さらに水島はビルマ人の扮装もうまく、その姿で斥候に出ては、状況を竪琴による音楽暗号で小隊に知らせていた。
ある夜、小隊は宿営した村落で印英軍に包囲され、敵を油断させるために『埴生の宿』を合唱しながら戦闘準備を整える。小隊が突撃しようとした刹那、敵が英語で『埴生の宿』を歌い始めた。両軍は戦わないまま相まみえ、小隊は敗戦の事実を知らされる。降伏した小隊はムドンの捕虜収容所に送られ、労働の日々を送る。しかし、山奥の「三角山」と呼ばれる地方では降伏を潔しとしない日本軍がいまだに戦闘を続けており、彼らの全滅は時間の問題だった。彼らを助けたい隊長はイギリス軍と交渉し、降伏説得の使者として、竪琴を携えた水島が赴くことになる。しかし、彼はそのまま消息を絶ってしまった。
収容所の鉄条網の中、隊員たちは水島の安否を気遣っていた。そんな彼らの前に、水島によく似た上座仏教の僧が現れる。彼は、肩に青いインコを留らせていた。隊員は思わずその僧を呼び止めたが、僧は一言も返さず、逃げるように歩み去る。 
大体の事情を推察した隊長は、親しくしている物売りの老婆から、一羽のインコを譲り受ける。そのインコは、例の僧が肩に乗せていたインコの弟に当たる鳥だった。隊員たちはインコに「オーイ、ミズシマ、イッショニ、ニッポンヘカエロウ」と日本語を覚えこませる。数日後、隊が森の中で合唱していると、涅槃仏の胎内から竪琴の音が聞こえてきた。それは、まぎれもなく水島が奏でる旋律だった。隊員たちは我を忘れ、涅槃仏の胎内につながる鉄扉を開けようとするが、固く閉ざされた扉はついに開かない。
やがて小隊は3日後に日本へ復員することが決まった。隊員たちは、例の青年僧が水島ではないかという思いを捨てきれず、彼を引き連れて帰ろうと毎日合唱した。歌う小隊は収容所の名物となり、柵の外から合唱に聞き惚れる現地人も増えたが、青年僧は現れない。隊長は、日本語を覚えこませたインコを青年僧に渡してくれるように物売りの老婆に頼む。
出発前日、青年僧が皆の前に姿を現した。収容所の柵ごしに隊員たちは『埴生の宿』を合唱する。ついに青年僧はこらえ切れなくなったように竪琴を合唱に合わせてかき鳴らす。彼はやはり水島上等兵だったのだ。隊員たちは一緒に日本へ帰ろうと必死に呼びかけた。しかし彼は黙ってうなだれ、『仰げば尊し』を弾く。日本人の多くが慣れ親しんだその歌詞に「今こそ別れめ！（=今こそ (ここで) 別れよう！）いざ、さらば。」と詠う別れのセレモニーのメロディーに心打たれる隊員たちを後に、水島は森の中へ去って行った。
翌日、帰国の途につく小隊のもとに、水島から1羽のインコと封書が届く。そこには、彼が降伏への説得に向かってからの出来事が、克明に書き綴られていた。
水島は三角山に分け入り、立てこもる友軍を説得するものの、結局その部隊は玉砕の道を選ぶ。戦闘に巻き込まれて傷ついた水島は崖から転げ落ち、通りかかった原住民に助けられる。ところが、実は彼らは人食い人種だった。彼らは水島を村に連れ帰り、太らせてから儀式の人身御供として捧げるべく、毎日ご馳走を食べさせる。最初は村人の親切さに喜んでいた水島だったが、事情を悟って愕然とする。
やがて祭りの日がやってきた。盛大な焚火が熾され、縛られた水島は火炙りにされる。ところが、不意に強い風が起こり、村人が崇拝する精霊・ナッの祀られた木が激しくざわめきだす。村人たちは「ナッ」のたたりを恐れ、慄く。水島上等兵はとっさに竪琴を手に取り、精霊を鎮めるような曲を弾き始めた。やがて風も自然と収まり、村人は「精霊の怒りを鎮める水島の神通力」に感心する。そして生贄の儀式を中断し、水島に僧衣と、位の高い僧しか持つことができない腕輪を贈り、盛大に送り出してくれた。
ビルマ僧の姿でムドンを目指す水島が道々で目にするのは、無数の日本兵の死体だった。葬るものとておらず、無残に朽ち果て、蟻がたかり、蛆が涌く遺体の山に衝撃を受けた水島は、英霊を葬らずに自分だけ帰国することが申し訳なく、この地に留まろうと決心する。そして、水島は出家し、本物の僧侶となったのだった。
水島からの手紙は、祖国や懐かしい隊員たちへの惜別の想いと共に、強く静かな決意で結ばれていた。
手紙に感涙を注ぐ隊員たちの上で、インコは「アア、ヤッパリジブンハ、カエルワケニハイカナイ」と叫ぶのだった。

## 映画版

### 1956年版
1. 『ビルマの竪琴 第一部』（1956年1月21日公開、61分、同時上映『ただひとりの人・第二部』）
2. 『ビルマの竪琴 第二部・帰郷篇[注 4]』（1956年2月12日公開、83分）

1956年 (EN)、ヴェネツィア国際映画祭サン・ジョルジョ賞受賞。1957年、アカデミー外国語映画賞にノミネート。第30回キネマ旬報ベスト・テン第5位。担当した伊福部昭が第11回毎日映画コンクール音楽賞とブルーリボン賞音楽賞を受賞。ブルーリボン賞ベストテン第3位。担当した和田夏十がNHK映画賞シナリオ賞を受賞。NHK映画賞ベストテン第1位。なお、現存するのは「第一部」「第二部」を編集した「総集編」である。「第一部」と「第二部」は同時上映で公開され、「総集編」は『俺は犯人じゃない』と同時上映された。
モノクローム、スタンダード・サイズ。

#### 製作
日活は当初、1956年の1月に劇場公開することを配給する映画館と約束し、そのスケジュールに則った製作が進められていた。そして公開の7カ月前の6月にビルマへロケーション撮影をするための渡航申請を出したが、当時の国際情勢もあって入国許可が下りず、そのまま雨期となったので、乾季になる11月に撮影を変更し、夏の間は、国内の軽井沢や箱根、伊豆などの代替地でドラマの一部を撮影した。ところが11月になっても入国許可は下りず、業を煮やした日活社長の堀久作が「すまんけど、全部日本で撮ってくれ」と直談判分する状況となったが、監督の市川崑は、パゴダの黄金仏塔やシッタン河の泥河、ムドンの街並の撮影は日本では無理と考え、ビルマでのロケに拘った。だが日活側は「築地の本願寺は、ビルマの寺院に似てないか」「河は、多摩川だっていいじゃないか」と国内ロケへの変更を再三提案し、挙句の果ては原作者の竹山道雄まで「僕はビルマに行ってはいませんよ。あれは私の頭の中で書いたものです。だからあなたも、ビルマに行かなくても、頭で描いてもいいんじゃないですか。」と言う始末だった。そんな市川に友人の新聞記者が、1時間ほどの＜第一部＞をまず作って劇場公開をして封切り問題を解決させ、後日、ビルマロケを終えて再編集したものを＜総集編＞として劇場で公開するという二部作劇場公開案を提案し、市川が日活にこの提案を持ち掛けたところ、あっさり快諾したため、主人公の水島が小隊と橋ですれ違う場面で物語が終わる、63分の＜第一部＞が先行して公開された。その後、1956年1月にビルマへの入国許可証が下りたが、同行できる俳優は水島役の安井昌二のみ、撮影期間は一週間という厳しい条件で、市川はその条件下でビルマでの撮影を行った。現在でもシュエダゴン・パゴダなどに、撮影当時の面影をみることができる。市川と日活の当初の約束では、2月に完全版の総集編（当然第一部とは中身が一部重複する）を封切る予定だったが、日活側は「すでに第一部のポジを何十本も焼いていてもったいない」「＜第一部＞と＜第二部＞をくっつけたプリントを＜総集編＞にできないか」と約束を反故にする提案を持ち掛けたため、市川はこれに激怒、このため封切りの時点で、市川の構想通りに再編集された「総集編」と、「第一部+第二部」をくっつけただけのフィルムが同時に上映される事態となり、「総集編」はメインの日活封切館がある新宿や丸の内などの都市部での限定公開、それ以外の地方は「第一部+第二部」の上映だった。このことが禍根となり、市川は日活を辞めることになった。なお、本作はカラー撮影の予定があったが、コニカが開発し、コニカラーと呼ばれた撮影方式を採用していた日活の撮影機材が巨大なものであり、ロケに適さないという経緯で止む無く、モノクロに変更された。
なお、井上隊がパゴダの仏塔に入る場面は、現地で大量に撮ったフィルムをスクリーン・プロセスで合成したものである。また、後半のクライマックスで涅槃像の中に水島が潜んで竪琴を鳴らし、井上隊が気付くシーンは、美術の松山崇が仏像（大臥像）を制作し、小田原の公園で撮影した。
映画を製作して間もなくの頃、和田夏十が書き上げた脚本を読んだプロデューサーの高木雅行が、内藤武敏が演じる語り手の男性が、最後に色々と言いだすラストシーンの変更を持ち掛けた。隊長が手紙を読み、皆が水島を想い、水島が荒野を歩いて終わる、という王道な終わり方にする変更提案だったが、市川は「ここはこの作品の狙いだぞ。どうしても切るんだったら僕はやめるぞ。」と突っぱね、そのまま押し切った。そして後年、後述するリメイク作をフジテレビで製作した際、フジテレビ側から、全く同じ展開で脚本の同様箇所を削除するよう求められ、驚いたという。市川は、作中の登場人物に語り手を担当させる演出アイディアを、ビリー・ワイルダー監督の『第十七捕虜収容所』から拝借したと、後年に証言している。
本作は上記のように海外でも高い評価を受けたが、ヴェネツィア国際映画祭でサン・ジョルジョ賞を受賞した際は、監督を含めた本作の関係者全員が映画祭への出品を知らず、出席もしていなかったため、偶々出席していた大映の重役だった松山英夫が代わりに授賞式に立ち会っている。

#### スタッフ
- 製作：高木雅行
- 原作：竹山道雄（中央公論社版）
- 脚本：和田夏十
- 監督：市川崑
- 撮影：横山実
- 美術：松山崇
- 音楽：伊福部昭
- 録音：神谷正和
- 照明：藤林甲
- 編集：辻井正則
- 竪琴：阿部よしゑ
- 振付：横山はるひ
- 特殊撮影：日活特殊技術部
- 助監督：舛田利雄
- 製作主任：中井景

#### 出演者
- 井上隊長 - 三國連太郎
- 水島上等兵 - 安井昌二
- 伊東軍曹 - 浜村純
- 小林一等兵 - 内藤武敏
- 馬場一等兵 - 西村晃
- 牧一等兵 - 春日俊二
- 高木一等兵 - 中原啓七
- 岡田上等兵 - 土方弘
- 中村上等兵 - 花村信輝
- 川上一等兵 - 千代京二
- 大山一等兵 - 青木富夫
- 橋本一等兵 - 伊藤寿章
- 清水一等兵 - 小柴隆
- 永井一等兵 - 宮原徳平
- 松田一等兵 - 加藤義朗
- 阿部上等兵 - 峰三平
- 三角山守備隊隊長 - 三橋達也
- 兵隊1 - 成瀬昌彦
- 兵隊2 - 天野創治郎
- 兵隊3 - 小笠原章二郎
- 兵隊4 - 森塚敏
- 脱走兵 - 佐野浅夫
- ビルマの老僧侶 - 中村栄二
- 物売りの老婆 - 北林谷栄
- その亭主 - 沢村国太郎
- 村落の村長 - 伊藤雄之助
- 竪琴を弾く少年 - 長浜陽二
- 役名不明 - 伊丹慶治、市村博、三笠謙、登内朋子

### 1985年版
1985年7月20日公開。文部省特選。ヴェネツィア国際映画祭特別招待作品。第1回東京国際映画祭クロージング特別上映作品。

#### 製作
1956年にオリジナル版を監督した市川崑は、オリジナル版が、希望したカラー撮影が叶わず、製作会社の日活との軋轢で変則的な上映公開を経験する等、不本意な結果に終わったことから、自身でもう一度作り直したいと考えていた。また、オリジナル版の脚本を担当した和田夏十やプロデューサーの高木雅行が相次いで亡くなったこともあって、鎮魂歌の意味合いでもリメイク版の製作を強く望むようになった。その市川にフジテレビの重役だった日枝久や三ツ井康、映画部長の角谷優などが協力してリメイク版の製作が決定した。オリジナル版に使用された和田夏十の脚本を元に話の大筋は作られているが、冒頭の英国兵のシークエンスや、中盤の水島の行動の詳細などが加えられている。また、本作ではコミカルな演技や描写も演出として加えられている。本作の海外ロケ地はビルマでなくタイであるが、これは製作当時、ビルマが騒乱状態で治安が悪く、ロケが不可能だったためである。ただし、ビルマの寝仏は屋内安置であるため、見栄えとしては結果としてタイロケで正解だったと、市川は後に述懐している。市川としては「念願はかなったことだし、せめて製作費が戻ってくれたら迷惑をかけずに済む」くらいの気持ちだったが、結果として約30億円もの配給収入を稼ぐヒット作となった。

#### ストーリー
1945年7月、ビルマ戦線の日本軍は中立国のタイを目指して撤退を続けていた。音楽学校出の井上小隊長は兵士たちに歌を教えていた。水島上等兵はビルマの竪琴を操り、部隊の団結と暗号にも役立てていた。小隊は国境近くの村まで来たところで敵軍に囲まれた。敵を油断させるために小隊は竪琴の伴奏で合唱を続け、武器弾薬を載せた荷車を回収し、戦闘準備を整えた。すると、小隊の『埴生の宿』に合わせて、敵も英語で歌い始めたのだった。ここで小隊は敗戦を知り、武器を置いて投降した。南のムドンに護送されることになったが、付近の三角山で抵抗を続ける日本軍に降伏を勧めるため、水島が隊を離れることになる。水島は懸命に説得するが、日本軍は玉砕を選び、最後の戦闘が始まってしまう。辛うじて一命を取り留めた水島はムドンへ向かう道中、無数の日本兵の死体と出会い、愕然となる。帰国することに心を痛め、日本兵の霊を慰めるために僧となってこの地に留まろうと決意し、白骨を葬って巡礼の旅を続ける。
ムドンの橋で小隊はオウムを肩に乗せた水島そっくりの僧とすれ違う。呼び止めるが、僧は無言で去る。井上は物売りの話から事情を推察した。彼はオウムを譲り受け「オーイ、ミズシマ、イッショニ、ニッポンニカエロウ」と日本語を覚えこませる。
数日後、大仏の胎内に隠れていた水島が森の中で合唱する小隊の声を聞きつけ、思わず竪琴を弾き始め、仲間は大仏の鉄扉を開けようとするが、水島は拒む。その夜、3日後に帰国することが決まり、一同は水島も引き連れようと合唱を繰り返す。井上はオウムを水島に渡してくれるよう、物売りの老婆に頼む。
出発の前日、水島が収容所の柵越しに姿を現わす。兵士たちは合唱し、一緒に帰ろうと呼びかけるが、水島は黙ってうなだれ、『仰げば尊し』を伴奏して森の中へ去って行く。帰国の船に乗る井上の許に手紙とオウムが届いた。手紙を読んでいる途中、オウムは「アア、ヤッパリ、ジブンハ、カエルワケニハ、イカナイ」と叫ぶのだった。
「ビルマの 土はあかい 岩も またあかい」

#### スタッフ
- 監督：市川崑
- 原作：竹山道雄
- 脚本：和田夏十
- 音楽：山本直純
- 音楽補佐：山本純ノ介
- 竪琴：山畑松枝
- 合唱：東京混声合唱団、明治大学グリークラブ、明治大学混声合唱団
- 演奏：東京シティ・フィルハーモニック管弦楽団
- 撮影：小林節雄
- 美術：阿久根巌
- 録音：斉藤禎一
- 照明：下村一夫
- 編集：長田千鶴子
- 監督補：吉田一夫
- 監督助手：近藤明男、藤由紀夫、手塚昌明、山本英史
- 製作担当者：古屋和彦
- 音響効果：坂井三郎（東洋音響効果グループ）
- 音楽ミキサー：大野映彦
- 調音：大橋鉄矢
- レコーディスト：中野明
- 合成：三瓶一信
- 作画：石井義雄
- 記録：外崎直子
- スチール：橋山直己
- 合唱指導：松川義昭
- ビルマ語指導：DAW KHIN YI、U HTIN AUNG、USAN MYINT
- 海外コーディネーター：YEEBOONVONGKULSIRI
- 協力：475 Air Base Wing、U.S. Air Force、Yokota Air Base、Japan
- 音楽制作：斉藤明、オズ・ミュージック
- タイトル：デン・フィルム・エフェクト
- MA：アオイスタジオ
- 現像：東洋現像所
- 製作者：鹿内春雄、奥本篤志、高橋松男
- プロデューサー：藤井浩明、角谷優、荒木正也
- 企画：日枝久、高橋松男
- 製作：フジテレビ・博報堂・キネマ東京

#### キャスト
- 井上隊長 - 石坂浩二
- 水島上等兵 - 中井貴一
- 伊東軍曹 - 川谷拓三
- 小林上等兵 - 渡辺篤史
- 岡田上等兵 - 小林稔侍
- 馬場一等兵 - 井上博一
- 村落の村長 - 浜村純
- 物売りの老人 - 常田富士男
- 鈴木上等兵 - 佐藤正文
- 阿部一等兵 - 茂木繁
- 村上一等兵 - 保木本竜也
- 渡辺一等兵 - 川崎博司
- 高井一等兵 - 山口真司
- 丸山一等兵 - 永妻晃
- 中村一等兵 - 清末裕之
- 山本一等兵 - 井上浩
- 物売りの老婆 - 北林谷栄
- 三角山守備隊々長 - 菅原文太
- 役柄不明 - 依田英助、小林一師、田辺年秋、古葉竹英治、村山ひろし、安田功、沼崎悠、赤城太郎、中原由視、早田文次、助川汎、田口純平、中根徹、佐藤裕次、安永憲司、大塚和彦、曽根信次、吉越清治、小泉豊、楠瑞穂、藤田龍美、他

#### 撮影
1984年秋、静岡県伊豆の山中でロケ、ビルマ・タイ方面の雨期が終わる同年10月下旬から東南アジアロケ。

#### 受賞歴
- 第3回ゴールデングロス賞最優秀金賞、マネーメイキング監督賞、マネーメイキング・スター賞（中井貴一）[13]
- キネマ旬報ベスト・テン第8位
- 第40回毎日映画コンクール日本映画優秀賞、ベスト映画ファン賞
- ブルーリボン賞ベストテン入選
- 日本映画テレビプロデューサー協会賞特別賞（市川崑）
- 日本アカデミー賞特別賞 企画賞（鹿内春雄）[14]
- 文化庁優秀映画選出
- 映画の日特別功労賞（鹿内春雄）

#### パロディ
フジテレビ『オレたちひょうきん族』の「タケちゃんマン7」1984年8月24日放送分にて、「イルマの竪琴の巻」としてパロディにして、ラストは残った兵隊が西武池袋線に乗って東京へ帰るというものだった。